# NOAA-19
NOAA-19，在发射前定名为NOAA-N'、NOAA-N Prime，是美国国家海洋和大气管理局「极地运行环境卫星」（Polar Operational Environmental Satellites，POES）系列人造气象卫星中的最后一颗，于2009年2月6日发射升空。

## 发射
2008年11月4日，美国国家航空航天局宣布卫星已通过C-5運輸機运抵范登堡空軍基地。2009年1月27日安装了有效载荷整流罩，1月31日加载二级推进剂。
发射经过了多次尝试完成，第一次从发射台氮气增压系统检测到一个故障，第二次检测到的故障位于有效载荷整流罩压缩机，这也是发射台上地面支持设备的一部分。
卫星由德尔塔-2运载火箭7320型号从范登堡空軍基地成功发射。

## 设备
NOAA-N Prime卫星搭载了一系列为气候与天气预测提供数据的仪器。与系列之前的卫星一样，NOAA-N Prime提供了云与地表特征的全球图像和大气温度与湿度的垂直分布，以应用与天气与海洋的数值预测模型中，除此之外还有臭氧在上层大气与近地太空中的分布数据，这是海洋、航空、发电、农业等领域的重要信息。NOAA-N Prime携带的先进甚高分辨率辐射计（Advanced Very High Resolution Radiometer，AVHRR/3）、高分辨率红外辐射探测仪（High Resolution Infrared Radiation Sounder，HIRS/4）、先进微波探测器（Advanced Microwave Sounding Unit，AMSU-A）设计使用期限为三年，太阳后向散射紫外光谱辐射计（The Solar Backscatter Ultraviolet Spectral Radiometer，SBUV/2）设计使用两年，微波湿度计（Microwave Humidity Sounder，MHS）设计使用5年。

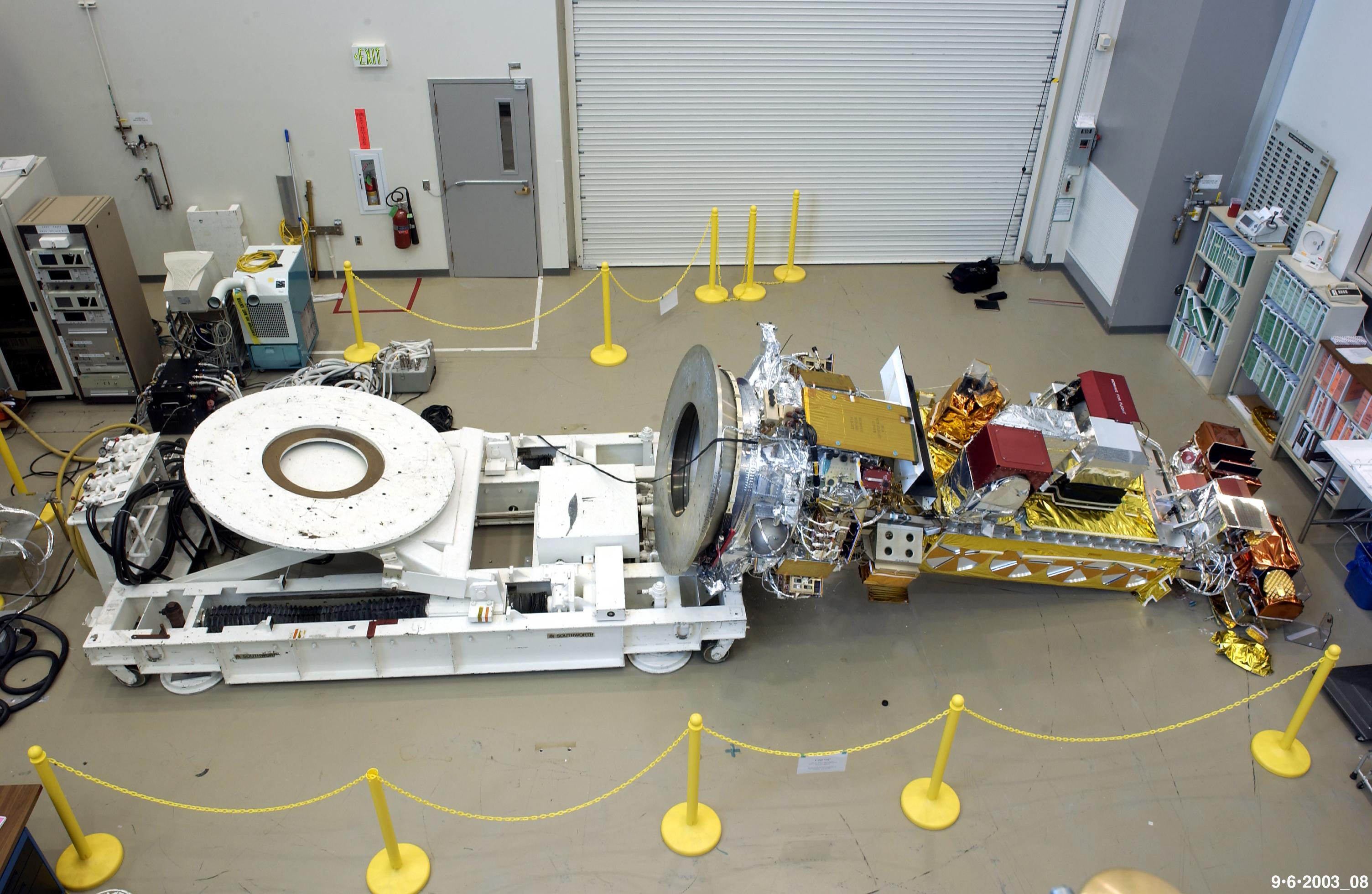
落到地板上的的NOAA-N Prime卫星

## 制造过程中的损毁
2003年9月6日，此卫星在制造过程中在洛克希德·马丁公司空间系统部门在加利福尼亚州森尼韦尔的工厂中被严重损坏。在一队工作人员将其旋转为水平方向时卫星掉落到地板上。美国国家航空航天局在调查中认为此次事故是由于制造设施中缺乏程序纪律引起的。在进行此项操作的翻转车被存储期间，一位技术人员移除了将连接器固定于其上的24个螺栓，而没有记录这一行为。之后工作人员使用翻转车旋转卫星时未能按照程序规定在旋转前检查螺栓。维修卫星耗资达1.35亿美元，洛克希德·马丁同意放弃项目的全部利润以帮助支付维修费用，并最终支付了三千万美元，维修的其余费用由美国政府支付。